# 2110 Moore-Sitterly
2110 Moore-Sitterly eller 1962 RD är en asteroid i huvudbältet, som upptäcktes 7 september 1962 av Indiana Asteroid Program vid Indiana University Bloomington med Goethe Link Observatory. Asteroiden har fått sitt namn efter Charlotte Moore Sitterly.
Asteroiden har en diameter på ungefär 5 kilometer.